# WMF Group

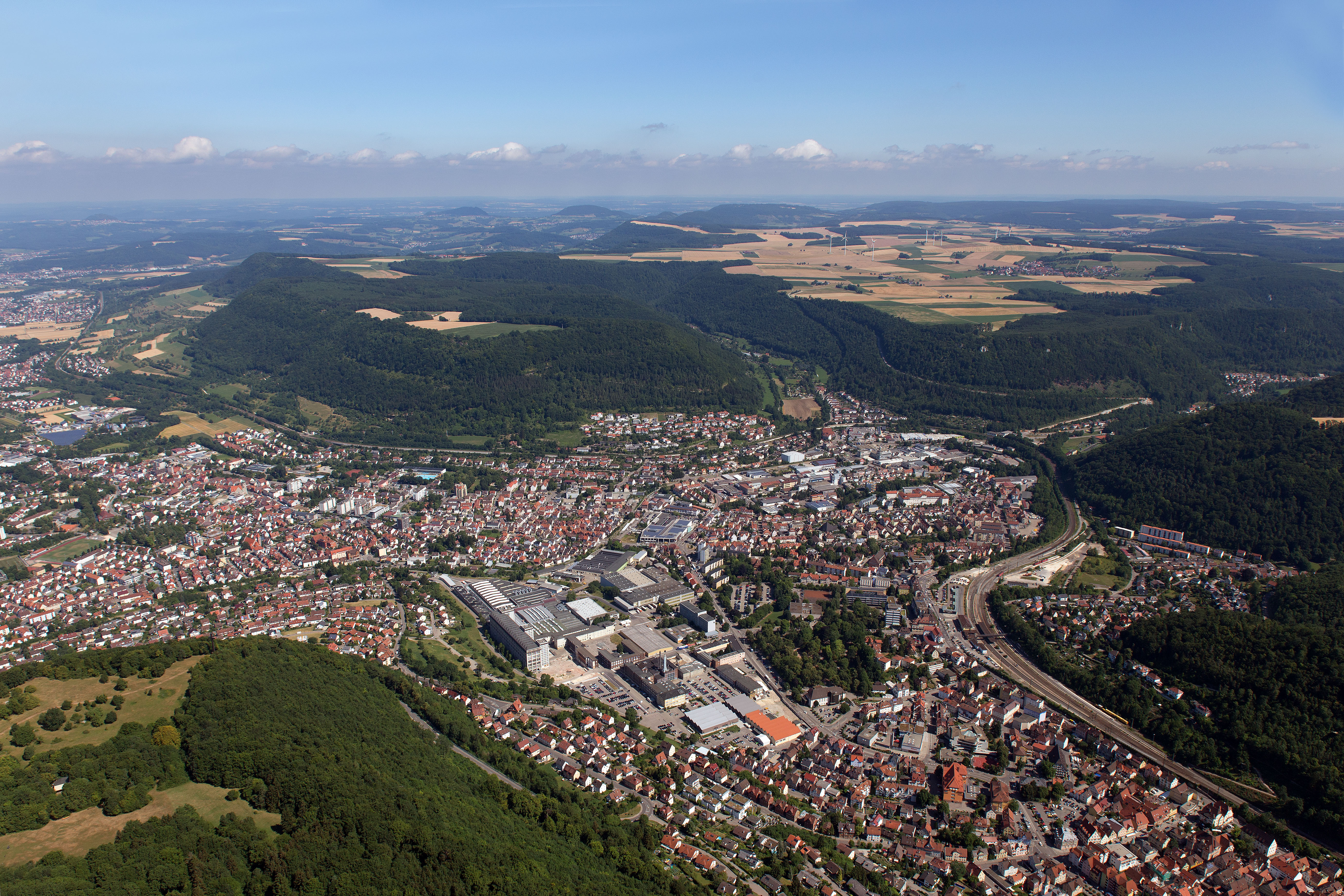
Luchtfoto van de WMF (2015)

WMF (daarvoor bekend als "Württembergische Metallwarenfabrik") is een Duitse producent van keukengereedschappen en bestek, opgericht in 1853 in Geislingen an der Steige.
WMF is sinds 1 juli 2012 actief onder de naam WMF GmbH - en niet langer onder WMF Group GmbH zoals voorheen. Sinds 2016 behoort het bedrijf tot de Franse Groupe SEB. Het zijn van een groep binnen de groep heeft echter zowel intern als extern steeds meer irritatie gewekt. Met de eenvoudiger naam past WMF naadloos in de groepsstructuur, terwijl het zijn wortels als premiumfabrikant binnen de groep behoudt. De verandering is zichtbaar in het nieuwe bedrijfslogo: dit legt de nadruk op het merklogo van WMF en creëert visueel een directe link met Groupe SEB. WMF maakt van de nieuwe naam ook gebruik om het adres van haar hoofdkantoor in Geislingen te wijzigen. Het voorheen bekende adres "Eberhardstraße 35" werd dus "WMF Platz 1". 

## Geschiedenis
WMF heette oorspronkelijk Metallwarenfabrik Straub & Schweizer en begon als een metaalbewerkings- en reparatiewerkplaats. Door fusies en overnames was het bedrijf in 1900 's werelds grootste producent en exporteur van huishoudelijke metaalwaren, voornamelijk in de jugendstil, of art-nouveau-stijl, ontworpen in de WMF Art Studio onder Albert Mayer, beeldhouwer en ontwerper, die tevens directeur was in de periode 1884-1914. In 1900 had WMF al 3000 werknemers in dienst. In 1912 bouwde het bedrijf − in tijden van stijgende vleesprijzen − voor de levering van vis tegen kostprijs aan zijn werknemers in Geislingen een eigen hal, de zogenaamde "Fischhalle". Deze hal bestaat onder deze naam tot vandaag. Hierin bevindt zich sinds de jaren 1970 de factory outlet van het bedrijf.
In de jaren 1950 en 1960 kreeg WMF een vaste plek in particuliere huishoudens door de eenvoudige en functionele ontwerpen van de Bauhaus student en productontwerper Wilhelm Wagenfeld. Een succesvol bedrijfsonderdeel is sinds het begin van de jaren 1960 de productie van koffiemachines voor de horeca. In het begin van 2006 nam het bedrijf de Zwitserse koffiemachine fabrikant M. Schaerer AG over, waardoor het bedrijf zijn marktpositie op dit gebied wist uit te breiden.

## Bedrijf
De WMF is onderverdeeld in drie divisies: Wereldwijde koffiemachine verkoop, wereldwijde verkoop aan hotels en wereldwijde verkoop van consumentenartikelen met tafel- en keukengerei, waaronder verkoop in eigen winkels en van kleine elektrische apparaten. Het belangrijkste merk WMF is vertegenwoordigd in alle drie de gebieden. Silit, een fabrikant van kookpotten, is sinds de oprichting van het merk in 1920 een dochter van WMF. Ook het merk Kaiser bakvormen maakt onderdeel uit van de WMF Group. Het merk Alfi (kannen) werd verkocht in 2014 aan het Amerikaanse bedrijf Thermos.
Een van de bekendste merken van WMF is sinds 1927 "Cromargan" of in zijn nieuwe uitvoering "Cromargan Protect", een roestvrij zuurbestendig staal met 18 procent chroom en 10 procent nikkel. Deze nieuwe staalsoort werd ontwikkeld in 1912 door Krupp. De naam is een samenvoeging van "Crom" (als gevolg van het bijzonder hoge gehalte aan chroom) en "Argan" (omdat het staal een zilver-achtige uitstraling heeft). Chrome maakt het materiaal roestvrij, nikkel maakt het zuurbestendig en geeft het glans. Cromargan wordt voornamelijk gebruikt voor bestek en keukengerei. Minder bekend is Ikora, door WMF ontwikkeld in de jaren 1920 als een oppervlakcoating voor metalen en glazen objecten.

## Bedrijfsstructuur
Van 1887 tot 2015 werd het bedrijf genoteerd op de beurs; in maart 2015 volgde de delisting. Hier werd de oude WMF AG samengevoegd met de meerderheidseigenaar Fine Dining Capital AG (een dochteronderneming van Kohlberg Kravis Roberts), met het hoofdkantoor in München als de overnemende vennootschap, die vervolgens zelf in WMF AG werd omgedoopt. Dit werd gevolgd door de omzetting in een naamloze vennootschap, omgedoopt tot de WMF Group GmbH en de verplaatsing van de zetel naar Geislingen. Het aandelenkapitaal van de WMF Group werd verdeeld in 9.333.400 gewone aandelen en 4.666.600 preferente aandelen.
Op 23 mei 2016 werd de overname van WMF door de Franse fabrikant voor keukengereedschappen SEB S.A. (Société d’Emboutissage de Bourgogne) voor een bedrag van 1,6 miljard euro bekendgemaakt.

## Galerij

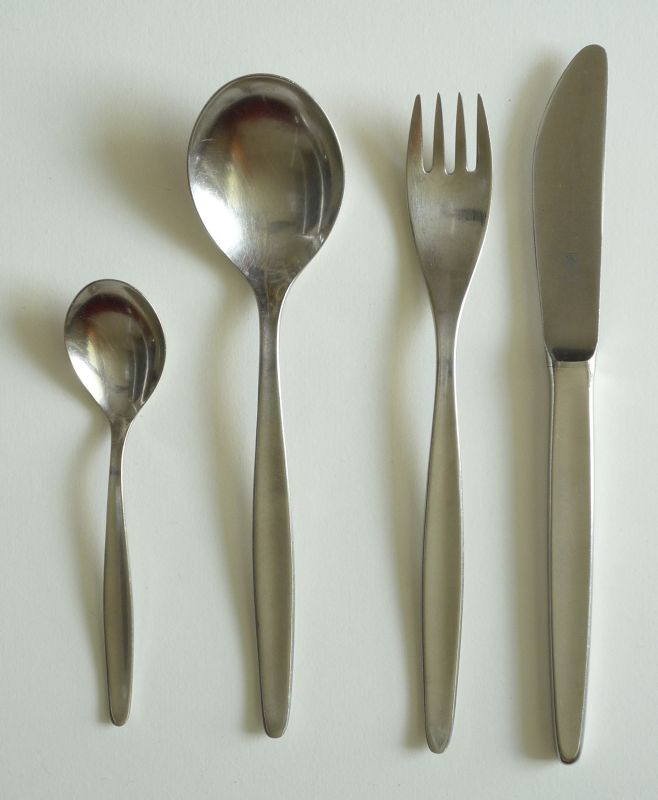
Bestekserie Stockholm, Kurt Mayer jaren 1950
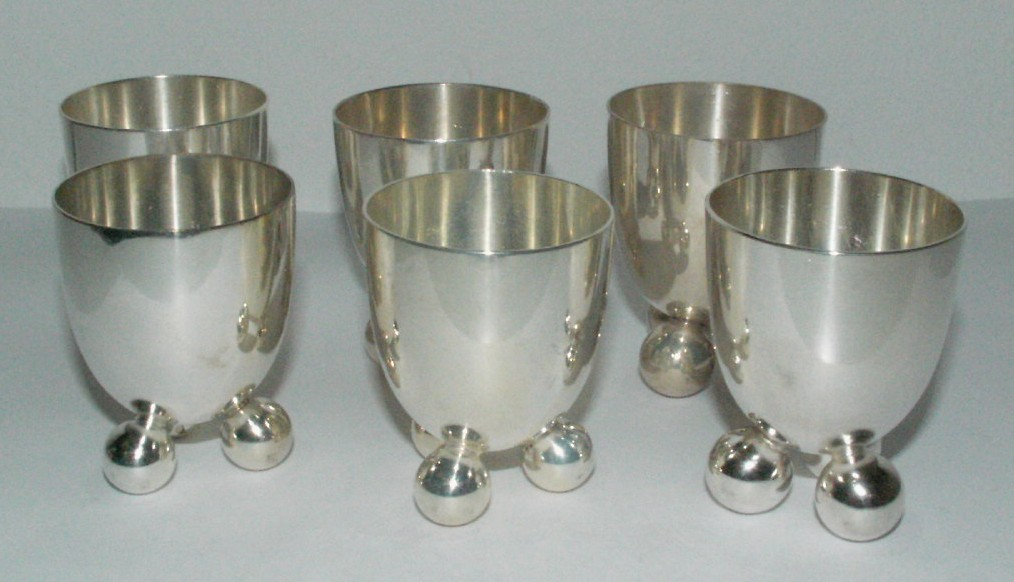
Eierbekers
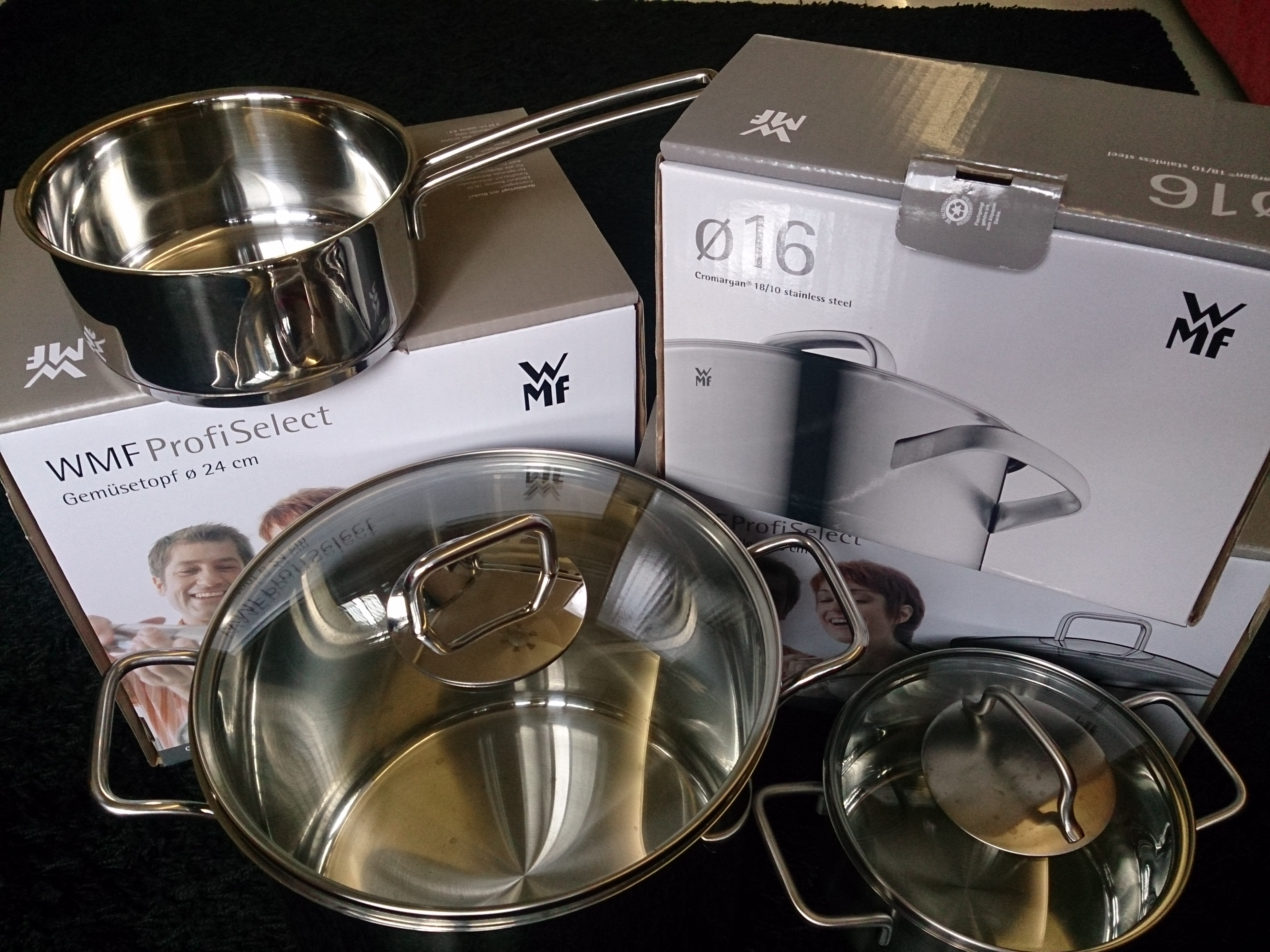
Potten
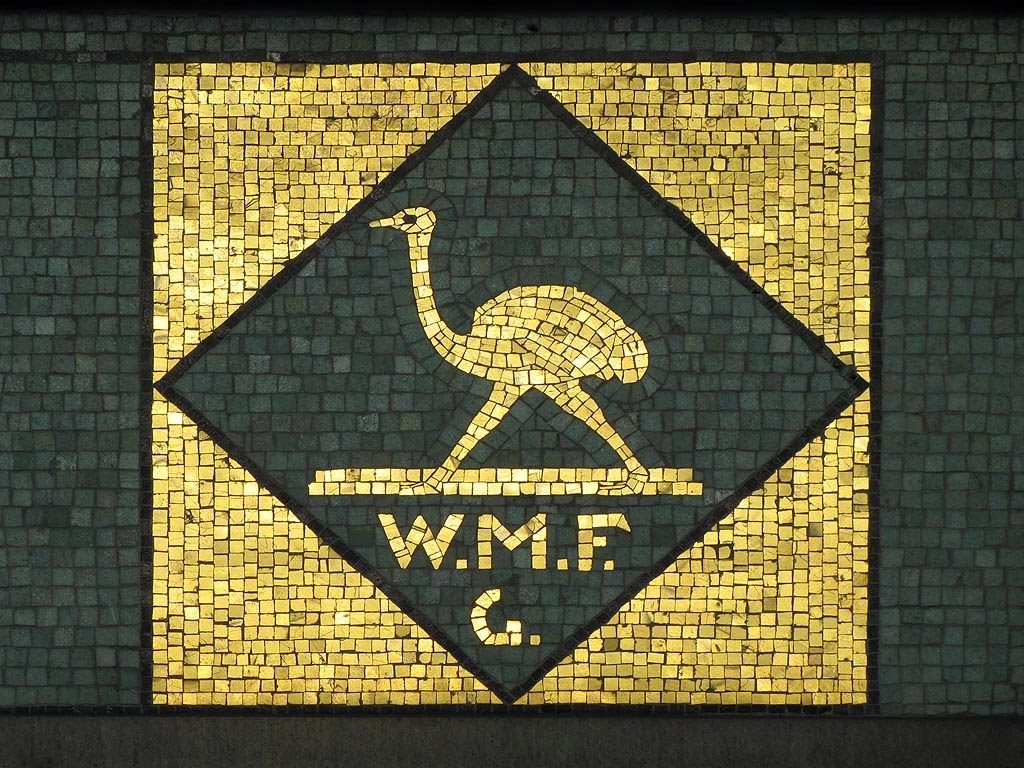
Mozaïek met het oude logo van WMF, Berlijn
Het huidige logo